# 定陶战役
定陶战役是第二次国共内战期間國軍全面進攻、共軍戰略防禦初期，晋冀鲁豫野战军在山东西南部定陶地區進攻守衛此地國民革命軍的一次重大戰役。

## 国军军事进攻计划和部署
1946年8月，晋冀鲁豫野战军进行出击陇海路战役，迫使国军统帅部从追堵中原军区突围部队的兵力中抽调3个整编师，从淮海及津浦路东地区抽调1个军另2个整编师，连同原在郑州、新乡、开封、商丘等地区的国军，共14个整编师（32个旅），约计30万人，大举进攻冀鲁豫解放区。国军分此两路以钳击之势，企图将晋冀鲁豫野战军主力围歼于鲁西南地区，控制鲁西南，尔后会同王仲廉部向北进攻，打通平汉路。其具体作战部署是：
- 东路以徐州绥靖公署薛岳指挥所辖第5军、整编第11师、整编第88师等部共5个旅分三路由徐州、砀山、虞城之线向单县、城武、丰县、鱼台地区进攻；
- 西路以郑州绥靖公署刘峙指挥所辖整编第3、第41、第47师和整编第55、第68师各1个旅，以及张峰岚的暂编第4纵队之3个团共10个旅由封丘、开封、考城、商丘一线分三路向东明、定陶、曹县等地区进攻。
- 整编第40师及王仲廉第31集团军所属整编第85、32师全部和整编第38、第115、第27师各1个旅在平汉线之安阳、滑县、新乡以及其东南地区佯动，配合主战场之进攻态势；
- 整编第68、55师共4个旅，在陇海路开封、商丘一线及其两侧维护后方交通。徐州绥靖公署另令大批保安部队及还乡团随国军进攻。

## 晋冀鲁豫野战军的战役计划和部署
中共中央军委8月22日电示各野战军：“每战必须以优势兵力加于敌人，歼其一部，再打另一部，再打第三部，各个击破。”8月29日又电示晋冀鲁豫野战军：“主力在一星期内休整完毕，俟第3师两个旅至适当位置时，集中全力歼灭其一个旅，尔后相机再歼其一个旅。”
此时，晋冀鲁豫野战军主力正集结休整。根据指示，晋冀鲁豫野战军指挥部分析敌情为：当面国军虽有30万人，但用于一线兵力只有15个旅约10万人。两路钳击之敌又兵分6路，是分散之敌。且分属徐州、郑州两个绥靖公署，指挥不统一，并有嫡野之隙，宜为解放军利用。徐州绥靖公署所辖部，系中央军嫡系部队，装备精良，战斗力较强；郑州绥靖公署所辖部虽人数众多，然派系复杂，整3师、整47师是主攻方向中的主力，而除整编第3师属嫡系，其余如整编第47、第41师原系川军，整编第55、第68师原系西北军，各图保存实力，估计当攻击整编第3师时增援不会积极。冀鲁豫战场解放军主力虽然只有4个纵队5方余人。但只要集中兵力在运动中寻歼其主攻方向主力一部，就能瓦解国军的攻势。确定首先歼灭整编第3师于定陶西南地区，而后视情况再歼整编第47师大部或一部;另以地方武装分别钳制其余各路国军及新乡、安阳方向之敌。主力3个纵队集结于定陶西南，而以小部队采取运动防御，引诱整3师至预设战场;为使我军兵力达到四倍于整编第3师的优势，决定从豫北急调第2纵队到东明东南地区集结待机。其具体兵力部署如下：
- 以第6纵队和从豫北调来的第2纵队（欠第4旅）共5个旅为右集团，
- 以第3纵队（欠第9旅）、第7纵队（欠第21旅）共4个旅为左集团，
- 以第6纵队第16旅两个团在杜楼、白茅地集区，以运动阻击、消耗、迟滞整编国军第3师的进攻，掩护主力休整和完成战役准备，并按计划将该师诱至预定战场；
- 以第3纵队第9旅1个团，结合冀鲁豫军区第5军分区1个团，阻击整编国军第47师，扩大其与整编第3师的间隔；
- 以冀南军区独立第4旅牵制整编国军第41师，
- 以第3纵队第9旅两个团和冀鲁豫第5军分区1个团在曹县以南阻击国军整编第68、55师；
- 以冀鲁豫军区独立旅和第3军分区武装阻击牵制国军第5军、整编第11、88师。
- 以第7纵队第21旅深入陇海路以南，结合冀鲁豫第6军分区部队游击敌人后方，作战役配合。

预定于9月3日或4日向国军整编第3师发起攻击。

## 战役经过
8月28日，各路国军开始行动。该战役自1946年9月3日起，历时5日，时间较短，故未能分成明显的个别战斗。 

### 战役打响
9月2日以前，晋冀鲁豫野战军主力已集结休整4天，完成了各项作战准备。期间，国军整编第3师所属第3、20旅和整编第47师，在以第3纵队第9旅1个团，结合冀鲁豫军区第5军分区1个团组成的阻击部队的抗击下诱至定陶以西之秦砦、桃源地区(今桃园)。其后，整编第3师进占秦砦、桃园地区。整编第47师进占黄水口、吕砦地区。此时，郑州绥靖公署主任刘峙又下令改变整编第3师与整编第47师会攻定陶之计划，令整编第3师攻菏泽，整编47师攻定陶，致使两师间距离从约7.5公里扩大至12.5公里。其它两路（整编第55、68师和整编第41师）被抑留于曹县以南、东明西南地区，距离整编第3师40余公里。同时，徐州出击之国军被牵制于单县以东地区，距整编第3师百余公里。
据此，晋冀鲁豫野战军指挥部即决定乘徐州、郑州两路敌军钳形攻势尚未合拢，整编第3师已经疲惫，且与整编第47师间隔加大之机，于3日晨放手诱整编第3师冒进，并将战场由韩集西移大杨湖地区。待整编第3师进入预定战场后，右集团主力向南，一部由东向西攻击；左集团先楔入整编第3、第47师之间，然后主力由南向北攻击整编第3师，一部向南阻击整编第47师。

### 正式交战
3日下午，整编第3师第3旅被诱至大黄集，师部进至天爷庙，第20旅进至大杨湖；整编第47师进至三丘店、常路集以南，被阻于桃源、长乐集以南。
23时30分，晋冀鲁豫野战军左右两集团突然对整编第3师发起攻击，首先把攻击重点指向较弱的第20旅，同时以一部兵力佯攻和牵制天爷庙及周集、大黄集的师部和第3旅。4日，整编第3师在飞机、坦克配合下顽强抵抗，晋冀鲁豫野战军仅歼其3个营。整编第3师师长赵锡田发觉已陷入重围，紧急求援。刘峙于4日急令整编第47师向左集团第3纵队左侧背猛攻，令整编第41、第55、第68师分从西北、正南、东南方向由东明、曹县向整编第3师增援。但在各阻援部队坚决阻击下，未能靠拢整编第3师。
4日当夜，第6纵队加强对敌第20旅的攻击，以第16、第18旅分别经张集、范砦和张大庄、马庄以钳形攻势，合击大杨湖，第17旅位于杨磨头待机。4日23时30分，战斗开始，被围的国军顽强抵抗并急呼求援。由于国军火力较强、协同密切，而进攻部队未能集中兵力保持持续突击力，激战至5日挽晓，未能突破其基本阵地。
5日国军援军分由东明、曹县地区向整3师增援。5日，晋冀鲁豫野战军司令员刘伯承亲临前线，再次强调战术上也应使用集中兵力、火力之原则，并决定以第6纵队全力迅速歼灭大扬湖国军第20旅一个团；同时以第2纵队1个旅包围周集、大黄集和小杨湖之整编第3师第3旅，另1个旅与迂回第3旅左翼侧后，断其退路。以第3、第7纵队主力攻歼车王、申倪寨地区第20旅一部，尔后歼灭天爷庙之整编第3师师部。5日23时30分，晋冀鲁豫野战军左、右集团各纵队向整编第3师发起全线猛攻，进攻部队相继从大杨湖村西南、东北、东南突破，均遭依托房屋、地堡之国军火力拦阻未克。6日5时，第6纵队投入预备队，全力向守军再次发起猛攻。6日8时，大杨湖的整编第20旅59团被歼。同时，第3、7纵队在周庙，小杨湖之整编第3师第3、20旅各一部，并逼近国军整编第3师师部阵地。其第20旅被全歼，其第3旅遭受重创。6日中午，整编第3师师部与第3旅残部向南突围，企图与整编第47师靠拢，晋冀鲁豫野战军乘敌脱离工事陷于混乱的有利时机，全线出击，于秦砦附近地区将其全歼，俘赵锡田。

### 战役尾声
整编第3师被歼灭后，国军整编第47、第41、第55、第68师等部即向考城、兰封方向撤退。晋冀鲁豫野战军抓住有利战机，迅速转移兵力，于7日对整编第47师从侧后展开猛烈卷击，经1天激战，全歼其2个旅。同时，追击整编第41、第55、第68师，8日上午又歼其约1个团，乘胜收复东明。郑州方向国军仓皇撤退至考城、兰封之间转入防御。徐州出犯的国军仍被阻于城武地区。至此，定陶战役结束。 

## 战役结果
此役，晋冀鲁豫野战军俘虜国军整编第3师师长赵锡田，歼灭国军1个整编师师部、4个旅共1.72万余人，其中俘1.22万余人，缴获坦克6辆及大批军用物资。解放军伤亡3500余人。

## 战役总结
这次战役后，徐州、郑州之国军钳击鲁西南之进攻计划被晋冀鲁豫野战军挫败，国军南线作战被打乱，扭转战局，并成为集中兵力各个歼灭敌人的典范。《解放日报》9月12日社论：这一胜利，连同中原突围的胜利与苏中大捷，“对于整个解放区的南方战线，起了扭转局面的重要作用。”
定陶大捷导致郑州绥署主任刘峙撤职，由陆军总司令顾祝同兼任该署主任。 
刘伯承总结战役经验：“一，诱敌人解放区打为有利，但必须组织有力而适当的运动防御，消耗敌人弹药，损伤其人马，造成我主力决战的有利条件;二，对战斗力不强，特别是两个系统的敌人，我们可以插入其纵队中间钳击一部(对善于突击的而又积极的敌人又当别论);三，在战役上，集中优势兵力打敌基干军队，打敌嫡系为有利;在战术上，以兵力重点打击敌人弱点而各个消灭之，容易收效。”“弱点亦不少，如组织上头大脚小，连队极不充实;三日、四日协同作战太差，战术上集中兵力打一点的运用仍嫌不够;因对空袭无法，尤其是在敌人火力太强的条件之下，而我弹药奇缺，故不能白天作战等等。”
1946年9月13日15时军委、毛泽东致电张宗逊、罗瑞卿并告聂荣瑧、贺龙、陈毅、宋时轮《关于刘邓军作战经验的通报》称：“此次刘邓军五万人打敌第三师两个旅九千人，从3号黄昏打起至6号上午始解决一个旅，引起敌人全线恐慌，另一个旅于6号下午突围时，被我于半天时间解决该旅。7号上午敌第四十七师二个旅增援赶到，我又以一天时间解决该两个旅。此外尚解决四十一师及七十四旅各一部。这一经验告诉我们：第一，必须集中优于敌人五倍或四倍至少三倍的兵力，首先歼灭一至两个团，振起我军士气，引起敌人恐慌，得手后再歼敌第二部、第三部，各个击破之，切不可贪多务得，分散兵力。”
定陶战役是全面内战爆发后，解放军第一次歼灭国军一个整军（整编师）。